# Mulheres à Vista
Pour plus de détails, voir Fiche technique et Distribution.
Mulheres à Vista est une comédie musicale brésilienne en noir et blanc réalisée par J.B. Tanko, sortie en 1959. Le scénario a été écrit par J.B. Tanko et Victor Lima à partir de l'histoire de Chico Anysio et Zé Trindade.

## Synopsis
João Flores, entrepreneur d'une compagnie théâtrale, dirige la vedette Boca de Caçap, l'ancienne assistante du clown Napoleão Josafá et chanteuse sans voix, Benedito. Il tente d'organiser leur revue dans une maison de théâtre, Virtuosa, réputée de Rio de Janeiro. Il tente de séduire la riche veuve, propriétaire de  Virtuosa en lui demandant d'accepter le spectacle de son groupe d'artistes abandonné par un homme d'affaires malhonnête. Seulement, les choses se compliquent par la suite face à la poursuite des créanciers ou encore l'ancien homme d'affaires qui avait loué le théâtre, Galileu, qui cherche à empêcher João  de réussir, souhaitant récupérer le théâtre dans des conditions plus avantageuses.

## Fiche technique
Cette fiche technique est établie à partir de Cinemateca brasileira. 
- Titre original : Mulheres à Vista
- Réalisation : J.B. Tanko
- Scénario : J.B. Tanko, Victor Lima, Zé Trindade et Francisco Anísio
- Photographie : Amleto Daissé
- Son : Nelson Ribeiro, José Frade et Alberto Viana
- Montage : Rafael Justo Valverde
- Directeur musical : Remo Usai
- Directeur artistique : Alexandre Horvat
- Chorégraphie : Edmundo Carijó
- Production : Herbert Richers et Arnaldo Zonari
  - Directeur de production : Paulo R. Machado
  - Assistant de production : Raimundo Higino
- Société de production : Produções Cinematográficas Herbert Richers S.A.
- Sociétés de distribution : Distribuidora de Filmes Sino Ltda.; Fama Filme Ltda.
- Pays d'origine :  Brésil
- Langue originale : portugais
- Format : noir et blanc - 1,37:1 - 35 mm (Westrex Recording System)
- Genre : comédie musicale
- Durée : 100 minutes
- Dates de sortie : 1959 (Brésil)

## Distribution
| - Zé Trindade : João Flores - Consuelo Leandro : Mariazinha Boca de Caçapa - Grande Otelo : Napoleão Josafá - Renato Restier : Galileu - Aída Campos : Estelita - Geraldo Meyer : Heleno - Duarte de Moraes : Manoel - Carlos Imperial : Benedito - Bill Farr : Carlos - Darci Souza - Carvalhinho (credité sous Rodolfo Carvalho) - Geraldo Alves - Estelita Bell - Paulo Rodrigues - Peri Borges - Georgette Villas - Zé Bacurau - Pedro Farah - Silvio Soldi - Chiquinho - Pérola Negra - Lys Marques - Waldemar Sujeira - Mendez - Costa Junior | - Manoel Martins - Edméa Cavalcanti - Adail Viana - Gilza Daneti - Selma Viana - Marivalda Pessanha - Marta Cristina - Abigail Paraiso - Marlene Barroso Participations spéciales - Virgínia Lane - Emilinha Borba - Nelson Gonçalves - Jorge Goulart - Dircinha Batista - Linda Batista - Joel de Almeida - Neusa Maria - Ruy Rey et son orchestre - Jupira et ses cabrochas |

## Musique
La bande originale de Mulheres à Vista a été dirigée par le compositeur brésilien Remo Usai et arrangé par Carlos de Souza Barros. Elle se compose de quatorze titres, accompagnés par certains par un orchestre symphonique dirigé par Ruy Rey. 
| N° | Nom                              | Interprète(s)    | Auteur(s)                                                                      |
| -- | -------------------------------- | ---------------- | ------------------------------------------------------------------------------ |
| 01 | Bom mesmo é mulher               | Virgínia Lane    | Nina Nunes, Mário Meira Guimarães et J. Maia                                   |
| 02 | Serapião                         | Emilinha Borba   | Flora Matos et José Fernandes Paula                                            |
| 03 | Maria das Dores                  | Emilinha Borba   | Antônio Almeida et José Batista                                                |
| 04 | Arco-Íris                        | Nelson Gonçalves | Nelson Gonçalves et Raul Sampaio                                               |
| 05 | Último, O                        | Nelson Gonçalves | Jorge de Castro et Wilson Batista                                              |
| 06 | Minha terra tem palmeiras        | Dircinha Batista | Oldemar Magalhães et Válter Levita                                             |
| 07 | Não gostei do seu papel          | Linda Batista    | Aldacir Louro, Linda Rodrigues et Geraldo Serafim                              |
| 08 | Vai ver que é                    |                  | Carvalhinho et Paulo Gracindo                                                  |
| 09 | Cara bonita                      | Bill Farr        | Waldir Machado                                                                 |
| 10 | Mulheres à vista                 | Grande Otelo     | Grande Otelo et B. Beto                                                        |
| 11 | Chevrolet do papai               | Zé Trindade      | João da Rosa Pereira, Artur Rodrigues Vilarinho et Milton da Silva Bittencourt |
| 12 | O negócio é perguntar pela Maria | Zé Trindade      | Zé Trindade et Elias Soares                                                    |
| 13 | Menina de Copacabana             | Neusa Maria      | Antônio Almeida et Bruno Marnet                                                |
| 14 | Vaca leiteira                    | Ruy Rey          | Ruy Rey et Antônio Almeida                                                     |